# پالیووی
پالیووی صربی: Paljuvi}} یک منطقهٔ مسکونی در صربستان است که در Ub Municipality واقع شده‌است.
 پالیووی ۱۷٫۱۰ کیلومتر مربع مساحت و ۶۹۱ نفر جمعیت دارد و ۱۲۰ متر بالاتر از سطح دریا واقع شده‌است.